# Wollschweber
Die Wollschweber (Bombyliidae), auch Trauerschweber, Hummelschweber oder seltener Trauerfliege, sind eine Familie der Zweiflügler (Diptera) und werden den Fliegen (Brachycera) zugeordnet. Weltweit sind etwa 6000 Arten dieser Gruppe bekannt, davon 41 in Deutschland.

## Merkmale
Die Wollschweber sind meist mittelgroße Fliegen, die auffällig und hummelartig behaart sind. Einige der Arten sind dunkel gefärbt und haben schwarze, durchscheinende Flügel. Dies führte zu dem alternativen deutschen Namen Trauerschweber. Bei einigen Vertretern der Gruppe ist der Rüssel auffällig kurz oder vollständig verkümmert, andere besitzen einen sehr langen Rüssel, der zum Aufsaugen von Nektar verwendet wird. Bei der Art Bombylius medius ist der Rüssel fast so lang wie der Körper.

## Lebensweise
Einige Arten der Wollschweber sind bereits im Frühjahr zu finden, die meisten tauchen jedoch erst im Sommer auf. Dabei bevorzugen sie offene, sonnige und sandige Stellen. Die Tiere sind geschickte und schnelle Flieger, die wie die Schwebfliegen (Syrphidae) auch den Schwirrflug beherrschen. Die Hinterbeine werden im Flug nach hinten-oben gestreckt, während die anderen Beine nach vorn weisen. Die Adulten ernähren sich von Nektar und Blütenpollen, bei der Aufnahme dieser Nahrung stehen die Wollschweber häufig im Flug vor der Blüte und stützen sich nur mit den Vorderbeinen an der Blüte ab.
Die Partnerfindung erfolgt auf unterschiedliche Weise. Beispielsweise treffen sich beide Geschlechter an bestimmten Blüten oder am Eiablageort der Weibchen; bei manchen Arten kommt es auch zu Verfolgungsflügen, bei denen das Männchen das Weibchen jagt. Die Eiablage erfolgt entweder direkt in die späteren Wirte der Larven und in deren Gelege, wie dies zum Beispiel bei den Arten der Gattung Systoechus an Eigelege von Heuschrecken geschieht, oder in deren Nähe. Dabei können einige Arten ihre Eier gezielt aus dem Flug abschießen, wobei sie in oder dicht neben die Nesteingänge ihrer Wirte zielen. Dies sind häufig solitäre Wespen oder Bienen. Spongostylum tripunctatum legt auf diese Weise pro Weibchen etwa 2000 bis 3000 Eier, die sie auf das Nest der Schwarzen Mörtelbiene (Megachile parietina) schießt. Die Larve dringt später durch feine Haarrisse in das Nest ein.
Von einigen Arten ist bekannt, dass sie vor der eigentlichen Eiablage Sand mit dem Hinterleib (der sogenannten Sandkammer) aufnehmen und mit diesem die Eier verkleben. Die Eier sind dadurch wohl geschützter vor potentiellen Fraßfeinden und den hohen Temperaturen auf offenen Sandflächen. Auch unter den verwandten Raubfliegen finden sich zwei Arten, die ihre Eier mit Sand umgeben.

## Larvenentwicklung

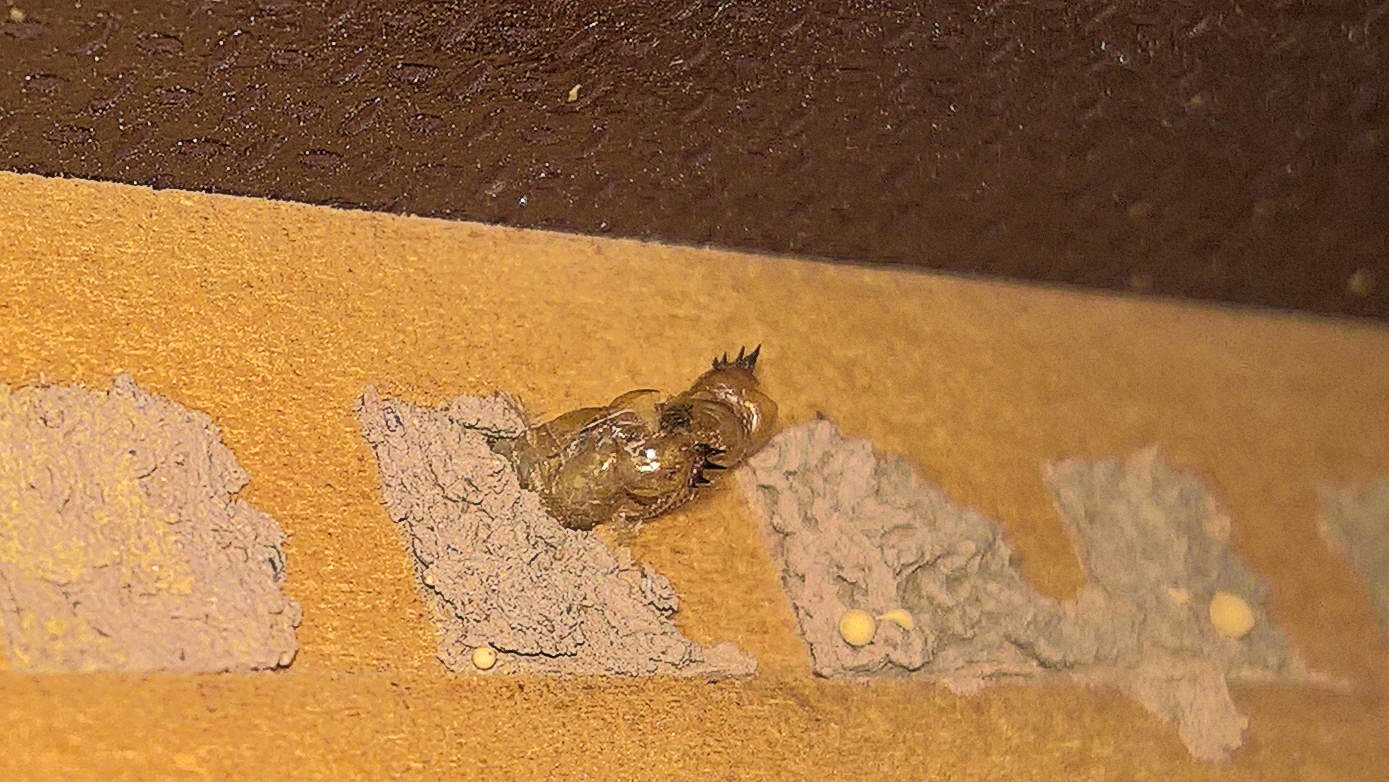
Die verlassene Puppenhülle von Anthrax anthrax mit den Zähnen zum Durchstoßen des Verschlusses

Die Larven leben als Parasitoide an verschiedenen anderen Insekten oder an deren Larven. Die Wirte sind dabei häufig artspezifisch verschieden, das Spektrum kann jedoch recht groß sein. So parasitiert Anthrax anthrax etwa bei verschiedenen solitären Bienen, darunter auch die Mauerbienen, andere Anthrax-Arten parasitieren bei Heuschrecken oder den Raupen von Eulenfaltern. Bei den Hemipenthes-Arten kommt es sogar zu einem Hyperparasitismus, bei dem die Larven die Eier von parasitischen Schlupfwespen (Ichneumonidae, etwa Banchus- und Ophion-Arten) sowie von Raupenfliegen (Tachinidae, Gattung Ernestia) ausfressen. Kommt es zu starkem Auftreten der Hemipenthes, können Raupenplagen mitunter sehr viel schwieriger natürlich unter Kontrolle gebracht werden, da die Parasitoide der Raupen fehlen.
Die Larven ändern während ihrer Entwicklung mehrfach ihr Aussehen (Polymetabolie). Die Erstlarve ist dabei sehr beweglich und begibt sich aktiv auf die Suche nach einem geeigneten Wirt. Sie ist zu diesem Zweck mit 5 Paar Stummelfüßen ausgestattet. Alle späteren Stadien besitzen keine Beine und haben entsprechend einen typisch madenartigen Habitus. In den Fällen, wo die Wirte solitäre Bienen oder Wespen sind, fressen die Larven erst den Futterbrei für die Wirtslarven, bevor sie sich an diesen festsaugen und diese verspeisen.
Die Überwinterung erfolgt meist als Larve, vor dem Verpuppen bilden diese nochmals ein bewegliches Vornymphenstadium aus. Die Puppe ist ebenfalls beweglich und besitzt am Vorderende Dornen und am Hinterleib Borsten, mit denen das Herausarbeiten aus Bodennestern der Wirte erleichtert wird. Die Imaginalhäutung erfolgt erst im Freien.
Im Bild rechts ist die Parasitierung eines Nistbrettes für Mauerbienen zu erkennen.

## Fossile Belege
Der älteste fossile Beleg dieser Familie resultiert aus kreidezeitlichem Sibirischem Bernstein. Die meisten Arten sind jedoch aus tertiären Lagerstätten, insbesondere dem eozänen Baltischen Bernstein, beschrieben. Einige Arten sind darüber hinaus aus dem etwas jüngeren Dominikanischen Bernstein bekannt.

## Arten (Auswahl)
- Gefleckter Wollschweber (Bombylius discolor)
- Großer Wollschweber (Bombylius major)
- Mittlerer Wollschweber (Bombylius medius)
- Hottentottenfliege (Villa hottentotta)
- Sibriger Heideschweber (Exoprosopa jacchus)
- Gewöhnlicher Trauerschweber (Anthrax anthrax)
- Geron gibbosus
- Zickzacklinien-Trauerschweber (Hemipenthes morio)
- Kahler Wollschweber (Lomatia lateralis)
- Thyridanthrax perspicillaris
- Parageron incisus

## Galerie

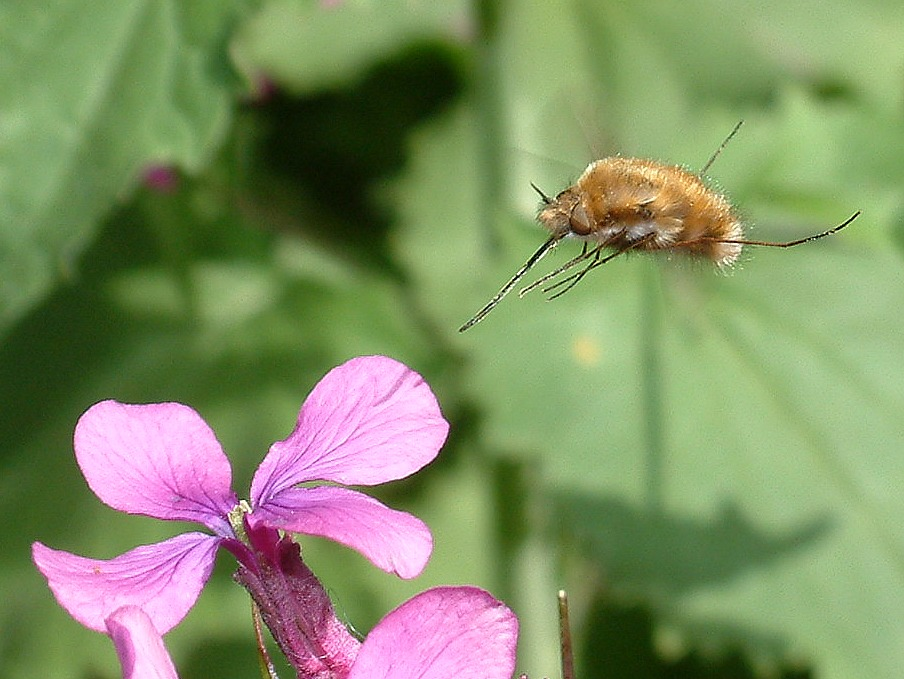
Großer Wollschweber (Bombylius major) besucht Silberblatt
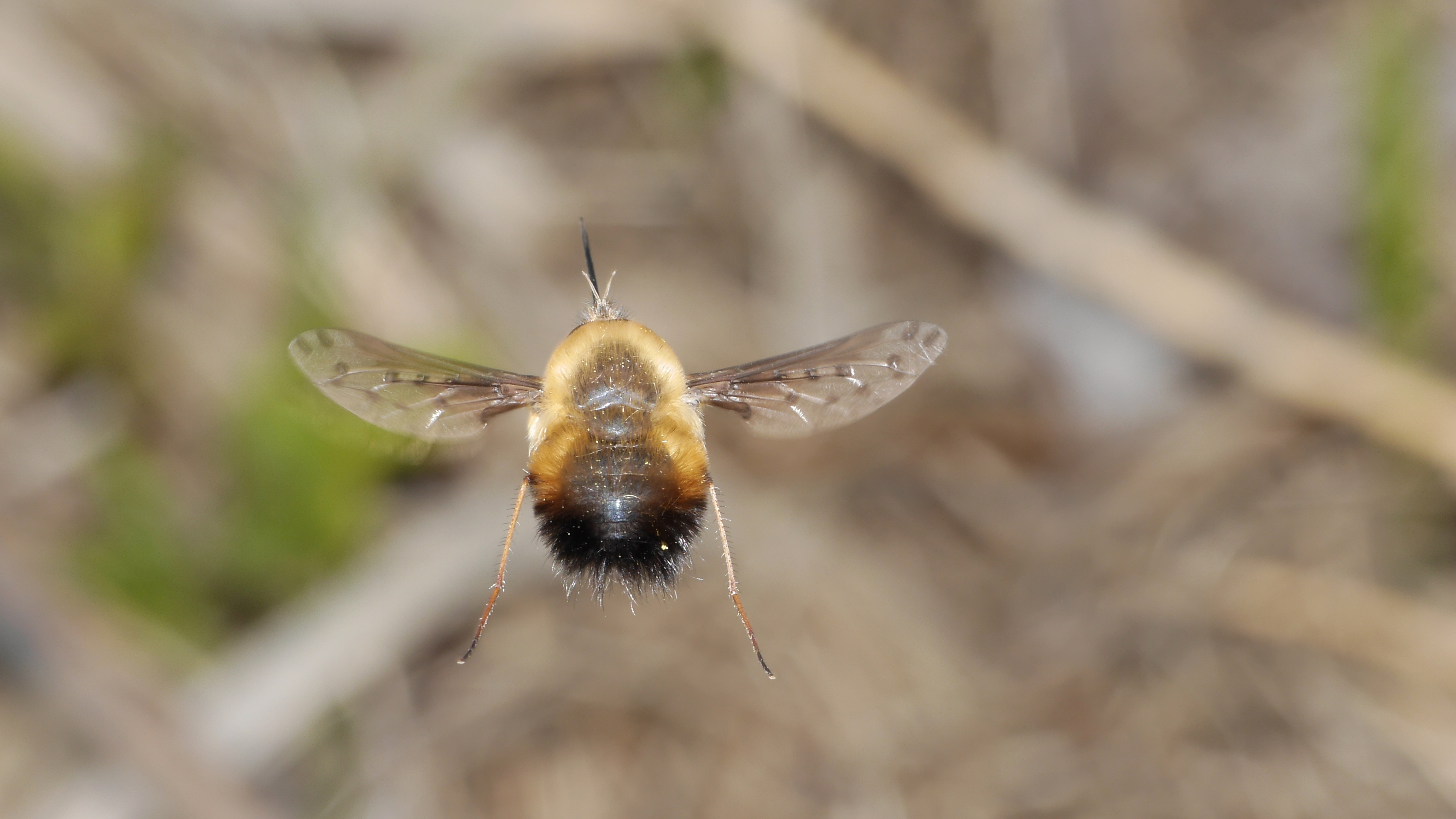
Gefleckter Wollschweber (Bombylius discolor) im Flug
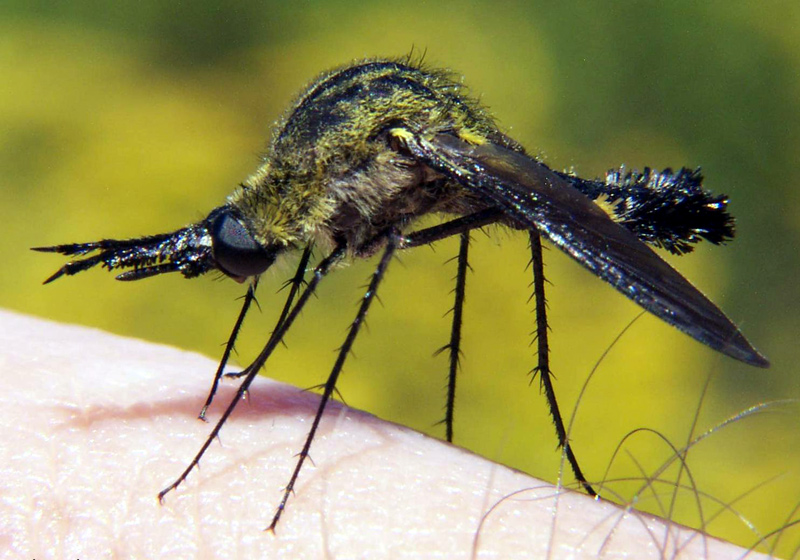
Lepidophora lepidocera
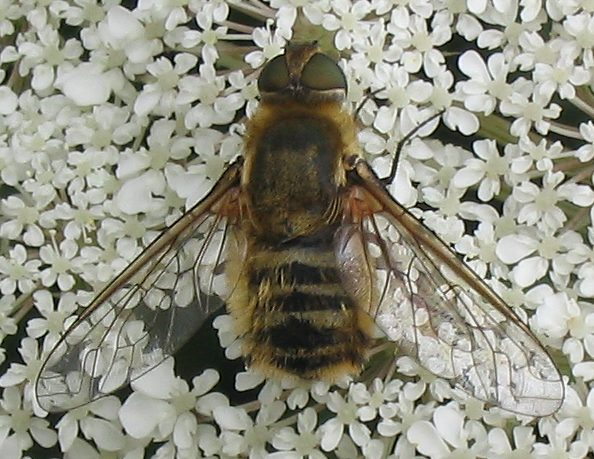
Hottentottenfliege (Villa hottentotta)
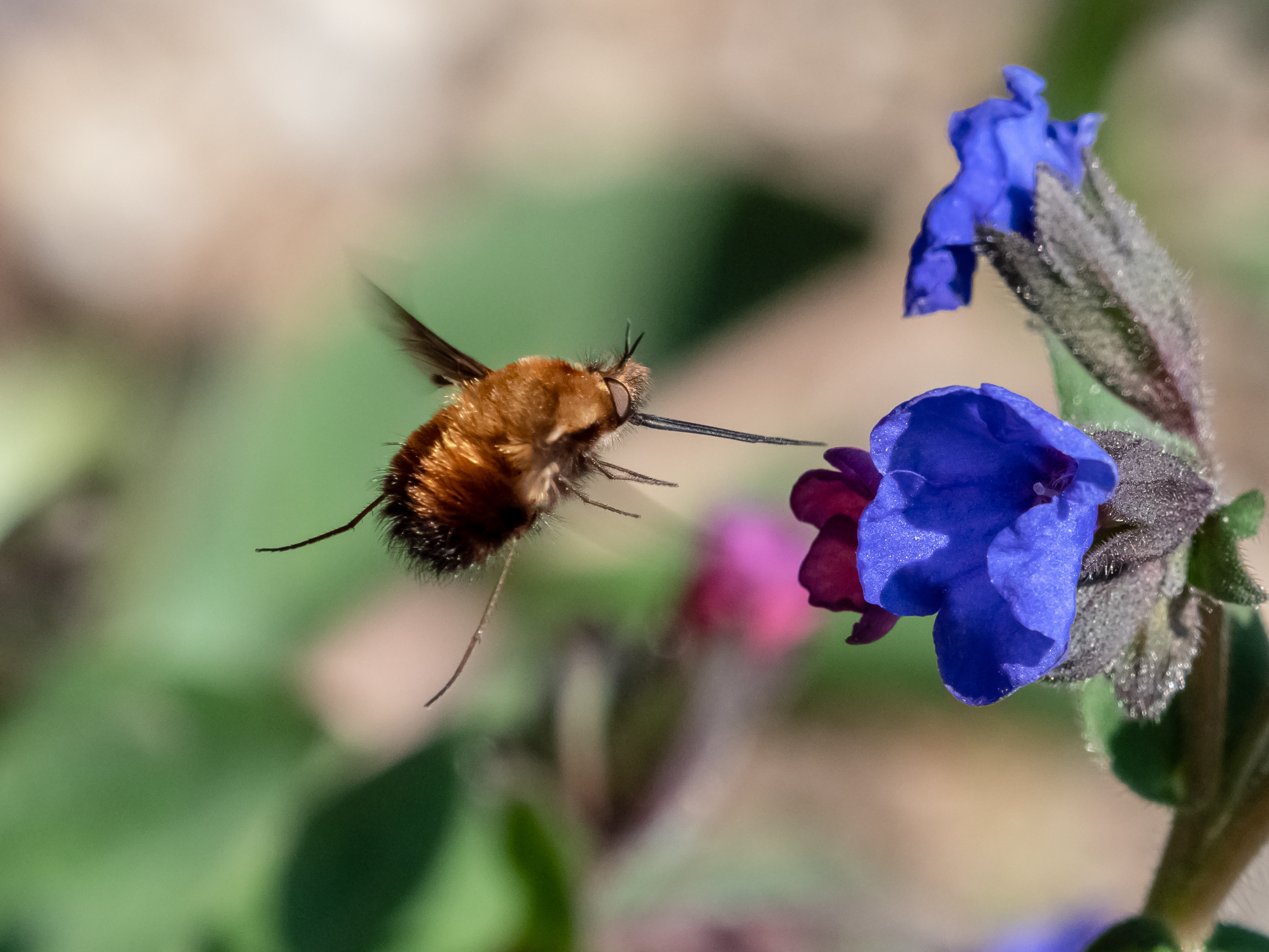
Großer Wollschweber (Bombylius major) im Flug
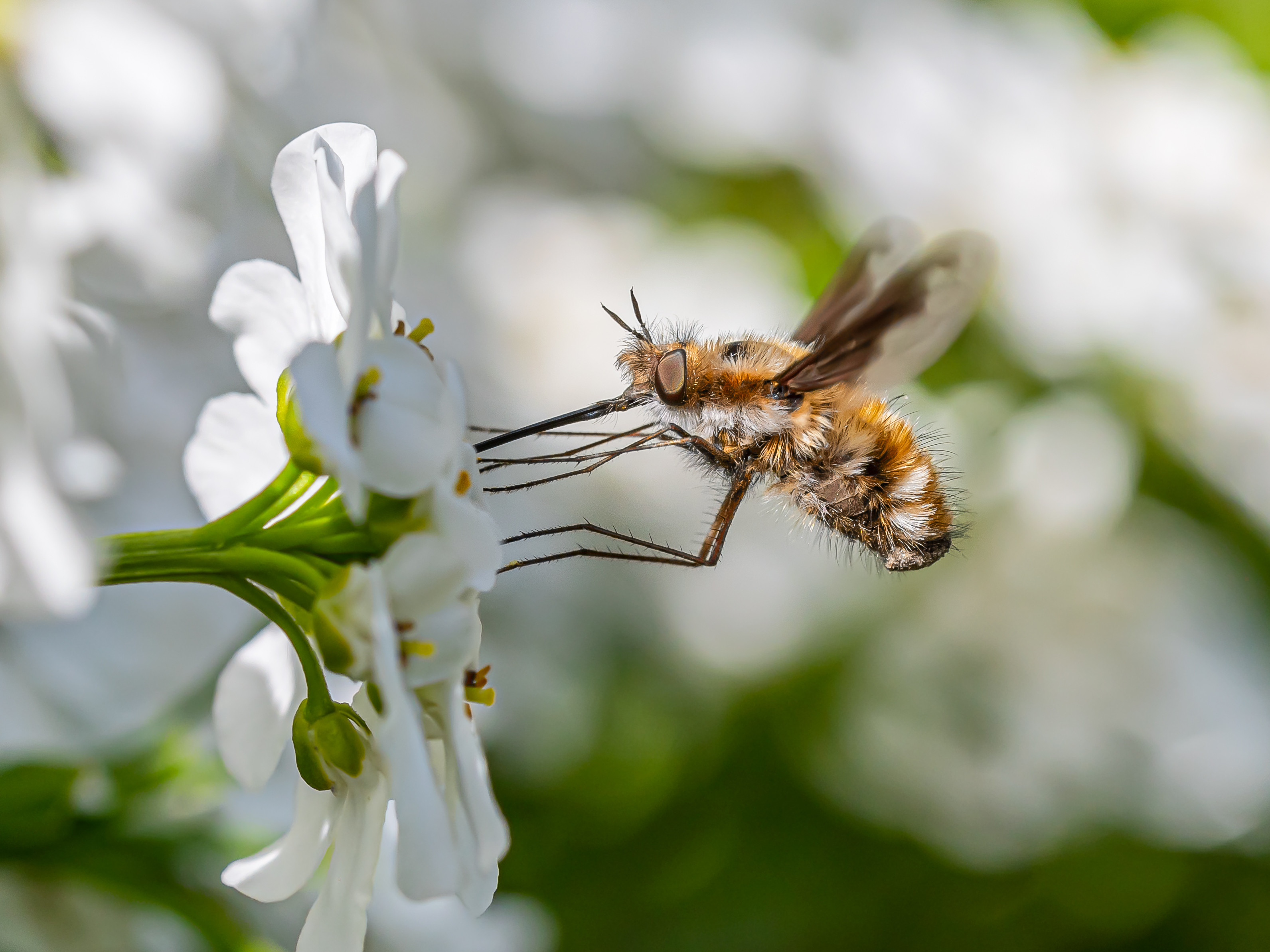
Großer Wollschweber an einer Schleifenblume